# Ecología del comportamiento humano
La ecología del comportamiento humano (HBE, del inglés Human behavioral ecology) o la ecología evolutiva humana aplica la ecología evolutiva al estudio de la evolución humana y analiza la diversidad cultural y el comportamiento humano a la luz de los principios de la teoría evolutiva y la optimización. La HBE examina el diseño adaptativo de rasgos, comportamientos e historias de vida de los humanos en un contexto ecológico. Un objetivo de la ecología del comportamiento humano moderno es determinar cómo los factores ecológicos y sociales influyen y dan forma a la flexibilidad del comportamiento dentro y entre las poblaciones humanas. Entre otras cosas, HBE intenta explicar la variación en el comportamiento humano como soluciones adaptativas a las demandas competitivas de historia de vida de crecimiento, desarrollo, reproducción, cuidado parental y adquisición de pareja. 
HBE se superpone con la psicología evolutiva, la ecología humana o cultural y la teoría de la decisión. Es más prominente en disciplinas como la antropología y la psicología donde la evolución humana se considera relevante para una comprensión holística del comportamiento humano o en la economía donde el interés propio, el individualismo metodológico y la maximización son elementos clave para modelar respuestas conductuales a diversos factores ecológicos. 

## Teoría evolutiva
La ecología del comportamiento humano descansa sobre una base de teoría evolutiva. Esto incluye aspectos tanto de la teoría evolutiva general como de las teorías evolutivas de nivel medio establecidas. Los aspectos de la teoría evolutiva general incluyen: 
- Selección natural, el proceso por el cual los organismos individuales con rasgos favorables tienen más probabilidades de sobrevivir y reproducirse.
- Selección sexual, la teoría de que la competencia por parejas entre individuos del mismo sexo da como resultado un apareamiento y una reproducción diferenciados.
- Selección de parentesco, los cambios en la frecuencia génica a través de generaciones que son impulsados, al menos en parte, por interacciones entre individuos relacionados, y
- Aptitud inclusiva, la suma del éxito reproductivo propio de un individuo (selección natural y sexual), más los efectos que las acciones del individuo tienen sobre el éxito reproductivo de los parientes de ese individuo (selección de parentesco).

Las teorías evolutivas de nivel medio utilizadas en la HBE incluyen: 
- La teoría de la inversión parental, que predice que el sexo que realiza la mayor inversión en lactancia, la crianza y la protección de la descendencia será más discriminatorio en el apareamiento y que el sexo que invierte menos en la descendencia competirá por el acceso al sexo de mayor inversión.
- Conflicto entre padres e hijos, que predice que debido a que los intereses genéticos de los padres y los hijos no son idénticos, los hijos serán seleccionados para manipular a sus padres a fin de garantizar una mayor inversión, y que, a la inversa, los padres serán seleccionados para manipular a sus hijos.
- La teoría del altruismo recíproco, una forma de altruismo en la que un organismo proporciona un beneficio a otro en la expectativa de una reciprocidad futura.
- La hipótesis de Trivers-Willard, que propone que los padres deberían invertir más en el sexo que les da la mayor recompensa reproductiva (nietos) con una inversión creciente o marginal.
- La teoría de la selección r/K, que, en ecología, se relaciona con la selección de rasgos en organismos que permiten el éxito en entornos particulares. Las especies seleccionadas en r, en entornos inestables o impredecibles, producen muchas crías, cualquiera de las cuales es poco probable que sobreviva hasta la edad adulta, mientras que las especies seleccionadas en K, en entornos estables o predecibles, invierten más en menos descendientes, cada uno de los cuales tiene Una mejor oportunidad de sobrevivir hasta la edad adulta.
- Teoría evolutiva de juegos, la aplicación de la genética de poblaciones inspirada en modelos de cambio en la frecuencia de genes en poblaciones a la teoría de juegos.
- Estrategia evolutivamente estable, que se refiere a una estrategia, que si es adoptada por una población, no puede ser invadida por ninguna estrategia alternativa competitiva.

## Principios básicos

### Seleccionismo ecológico
El selectismo ecológico se refiere a la suposición de que los humanos son muy flexibles en sus comportamientos. Además, se supone que varias fuerzas ecológicas seleccionan diferentes comportamientos que optimizan la aptitud inclusiva de los humanos en su contexto ecológico dado. 

### El enfoque gradual
El enfoque gradual se refiere a adoptar un enfoque reduccionista en lugar de un enfoque holístico en el estudio del comportamiento socioecológico humano. Los ecólogos del comportamiento humano asumen que al tomar fenómenos sociales complejos (por ejemplo, Patrones matrimoniales, conductas de forrajeo, etc.) y luego desglosarlos en conjuntos de componentes que involucran decisiones y restricciones, están en una mejor posición para crear modelos y hacer predicciones, involucrando el comportamiento humano. Un ejemplo sería examinar los sistemas de matrimonio examinando el contexto ecológico, las preferencias de pareja, la distribución de características particulares dentro de la población, etc. 

### Estrategias condicionales
Los ecólogos del comportamiento humano asumen que lo que podría ser la estrategia más adaptativa en un entorno podría no ser la estrategia más adaptativa en otro entorno. Las estrategias condicionales, por lo tanto, se pueden representar en la siguiente declaración: 
- En el contexto ambiental X, participar en la estrategia adaptativa A.
- En el contexto ambiental Y, participar en la estrategia de adaptación B.

### El gambito fenotípico
El gambito fenotípico se refiere a la suposición simplificadora de que los rasgos complejos, como los rasgos de comportamiento, pueden modelarse como si estuvieran controlados por alelos distintos únicos, que representan estrategias alternativas. En otras palabras, el gambito fenotípico supone que "la selección favorecerá los rasgos con gran aptitud ... independientemente de los detalles de la herencia."

### Modelado
Los modelos teóricos que emplean los ecólogos del comportamiento humano incluyen, entre otros: 
- Teoría de búsqueda óptima, que establece que los organismos se centran en consumir la mayor cantidad de energía mientras gastan la menor cantidad de energía.[2]
- Teoría de la historia de vida, que postula que muchos de los rasgos y comportamientos fisiológicos de los individuos pueden entenderse mejor en relación con las características clave de maduración y reproducción que definen el curso de la vida.
- Teoría de la asignación de sexo, que predice que los padres deben sesgar sus inversiones reproductivas hacia el sexo de la descendencia generando el mayor retorno de aptitud.
- El modelo de umbral de poliginia, que sugiere que la poliginia está impulsada por la elección femenina de compañeros que controlan más recursos en relación con otros compañeros potenciales en la población.

## Otras lecturas
- Borgerhoff Mulder, M. y Schacht, R. (2012). Ecología del comportamiento humano. Enciclopedia de la naturaleza de las ciencias de la vida.
- Hames, R. (2001). Ecología del comportamiento humano. Enciclopedia internacional de las ciencias sociales y del comportamiento. Elsevier Science Ltd.
- Cronk, L. (1991). Ecología del comportamiento humano. Revisión anual de antropología, 20, 25-53.
- Smith, Eric Alden (1999). Tres estilos en el análisis evolutivo del comportamiento humano en Lee Cronk, Napoleon Chagnon y William Irons Adaptación y comportamiento humano: una perspectiva antropológica (enlace roto disponible en Internet Archive; véase el historial, la primera versión y la última)., 27-48, Nueva York: Aldine de Gruyter.
- Winterhalder, Bruce y Smith, Eric Alden (2000). Análisis de estrategias adaptativas: ecología del comportamiento humano a los veinticinco años. Antropología evolutiva: números, noticias y reseñas, volumen 9, número 2.
- Trnka, Radek; Tavel, Peter y Hasto, Jozef. (2015) Expresión facial del miedo en el contexto de la etología humana: ventaja de reconocimiento en la percepción de rostros masculinos. Endocrinology Letters, 36 (2), 106-111.